# Ivanovo (Rusze megye)
Ivanovo (Иваново) falu Bulgáriában, Rusze megyében, Ivanovo község székhelye. Közelében található az ivanovói sziklatemplomoknak nevezett világörökségi helyszín. Lakossága 2016-ban 839 fő volt.

## Földrajz
Ivanovo 20 kilométerre délre helyezkedik el Rusze városától, a megye székhelyétől. Távolsága Szófiától légvonalban 240 km.
Ivanovo határában, a falutól keletre található a Ruszenszki Lom folyó, mely mély kanyont vágott a mészkőből álló dombokba. 

## Története
A falut 1895-ben alapították a Ruszenszki Lom folyó völgyében, mikor építeni kezdték a Rusze–Gorna Orjahovica vasútvonalat. Elnevezése valószínűleg egy helyi gazdához, Ivan Kuzmához köthető; 1920-ig Ivan csiflik (Иван чифлик, Iván-tanya) volt a neve. 1961-ben a folyóvölgyből átköltöztették a falut a vasút mellé, mai helyére; ekkor vezették be az áram- és vízszolgáltatást is. Lakosai főleg mezőgazdasággal foglalkoznak.

## Turizmus
A Ruszenszki Lom kanyonjának falaiba ortodox szerzetesek a 12. századtól kezdődően kamrákat vájtak, melyekből később kolostorokat alakítottak ki. A sziklakolostorok 1979-től a világörökség részét képezik.
A közelben található még az Orlova csuka-barlang és a Cserven középkori erőd romja. Magában a faluban nincsenek látványosságok. Két vendégház és két étterem várja a turistákat. Rusze városával vonat- és autóbuszjáratok kötik össze.

## Képek

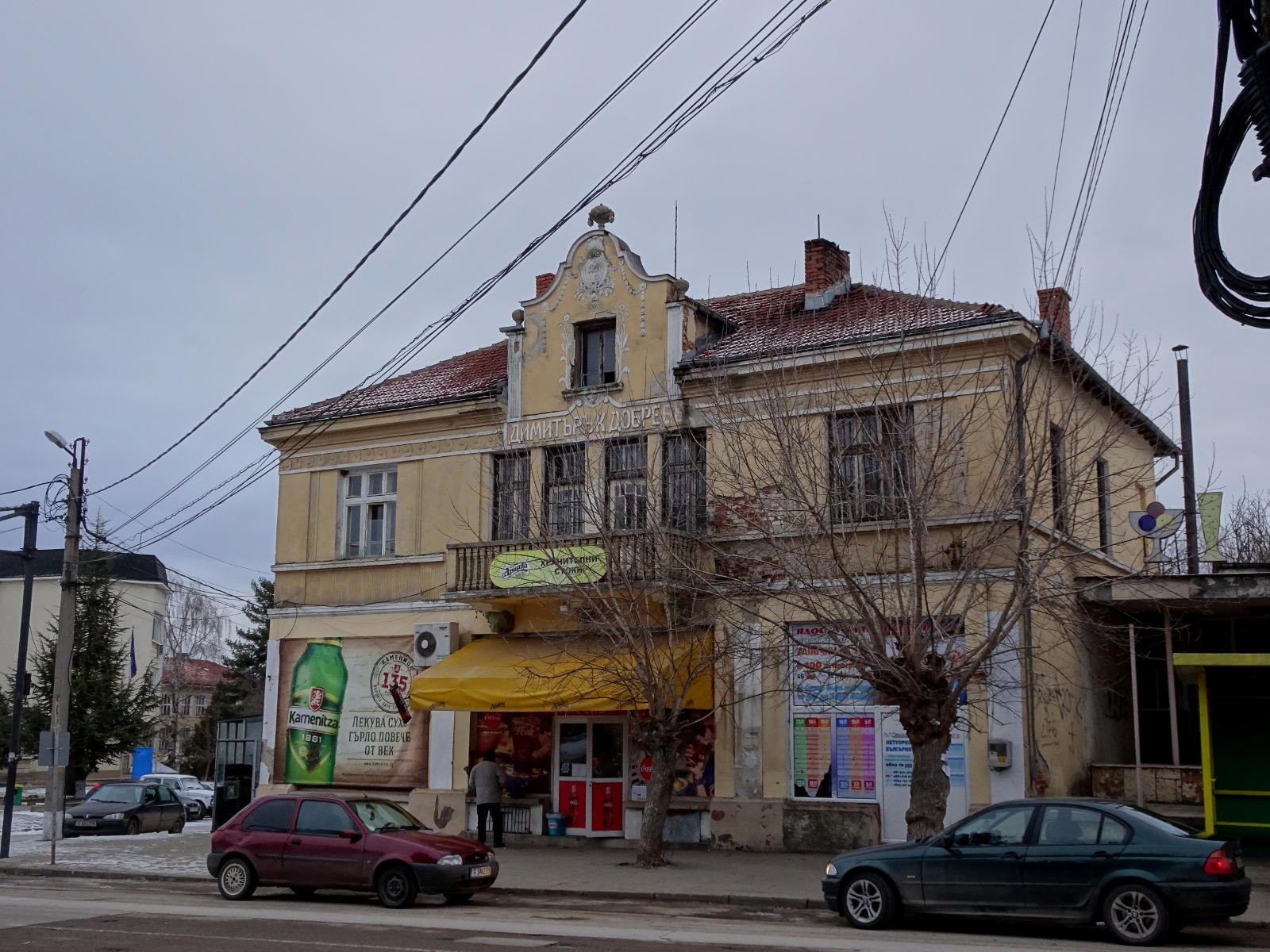
Központ
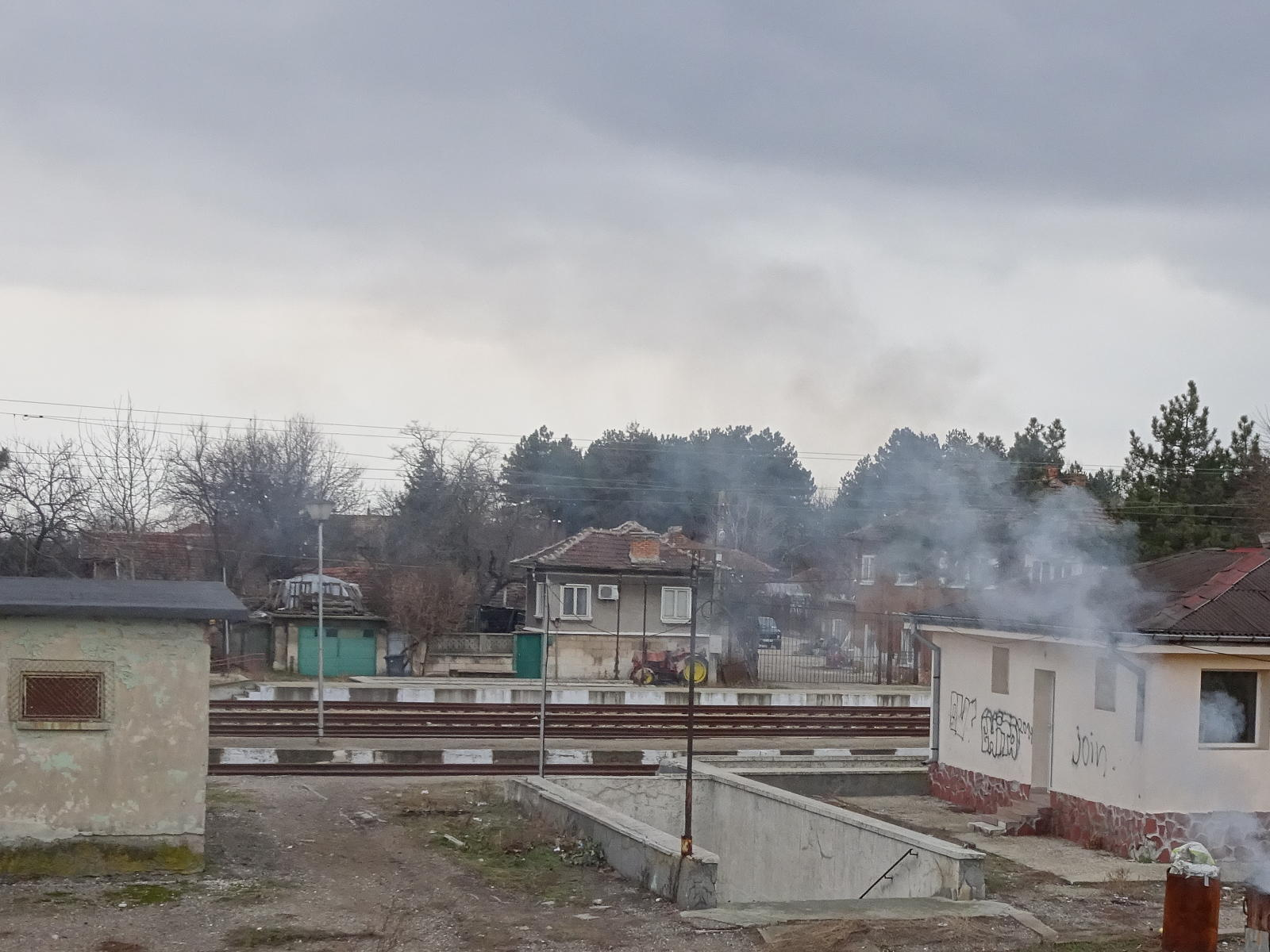
Állomás
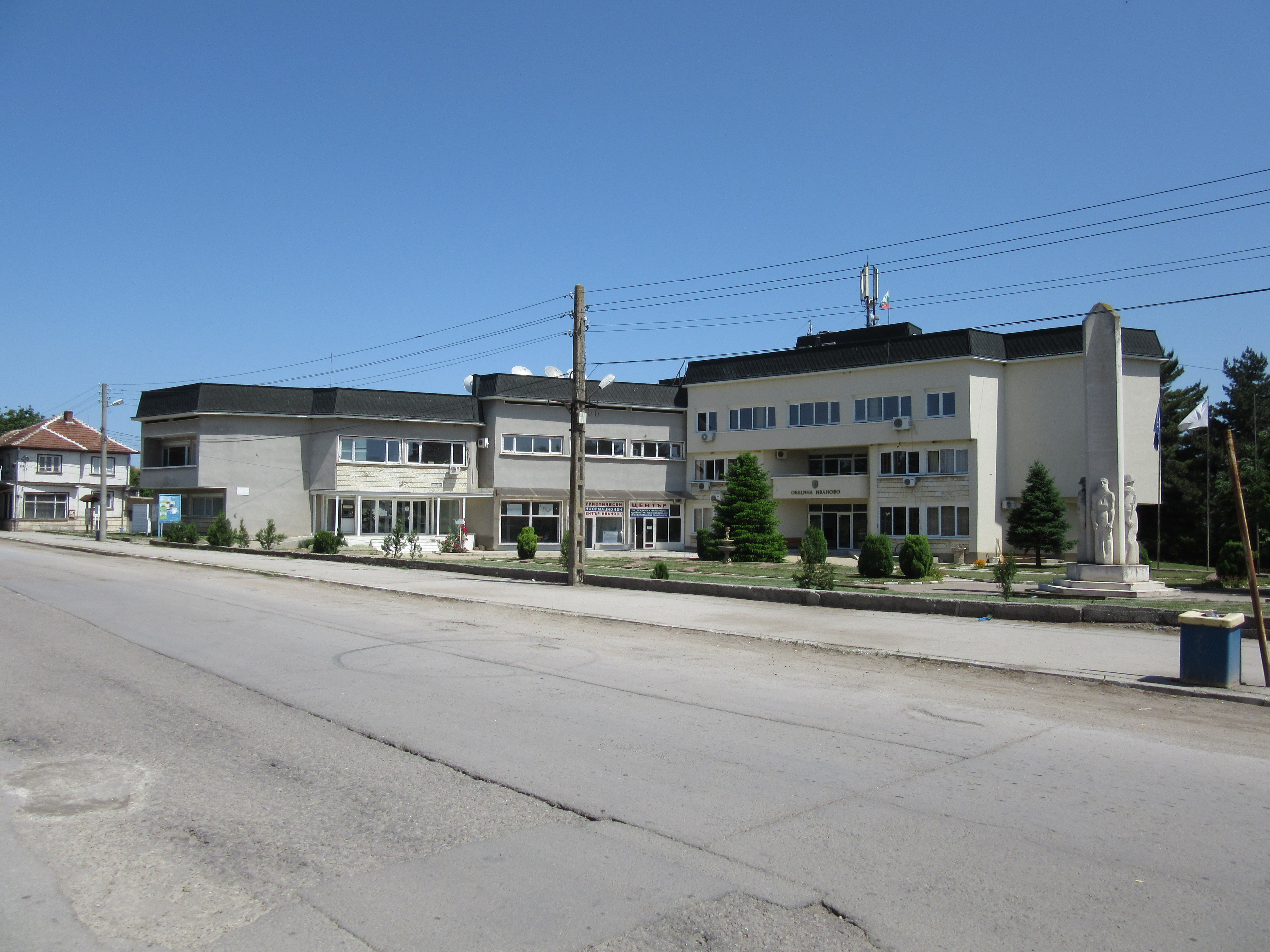
Községháza
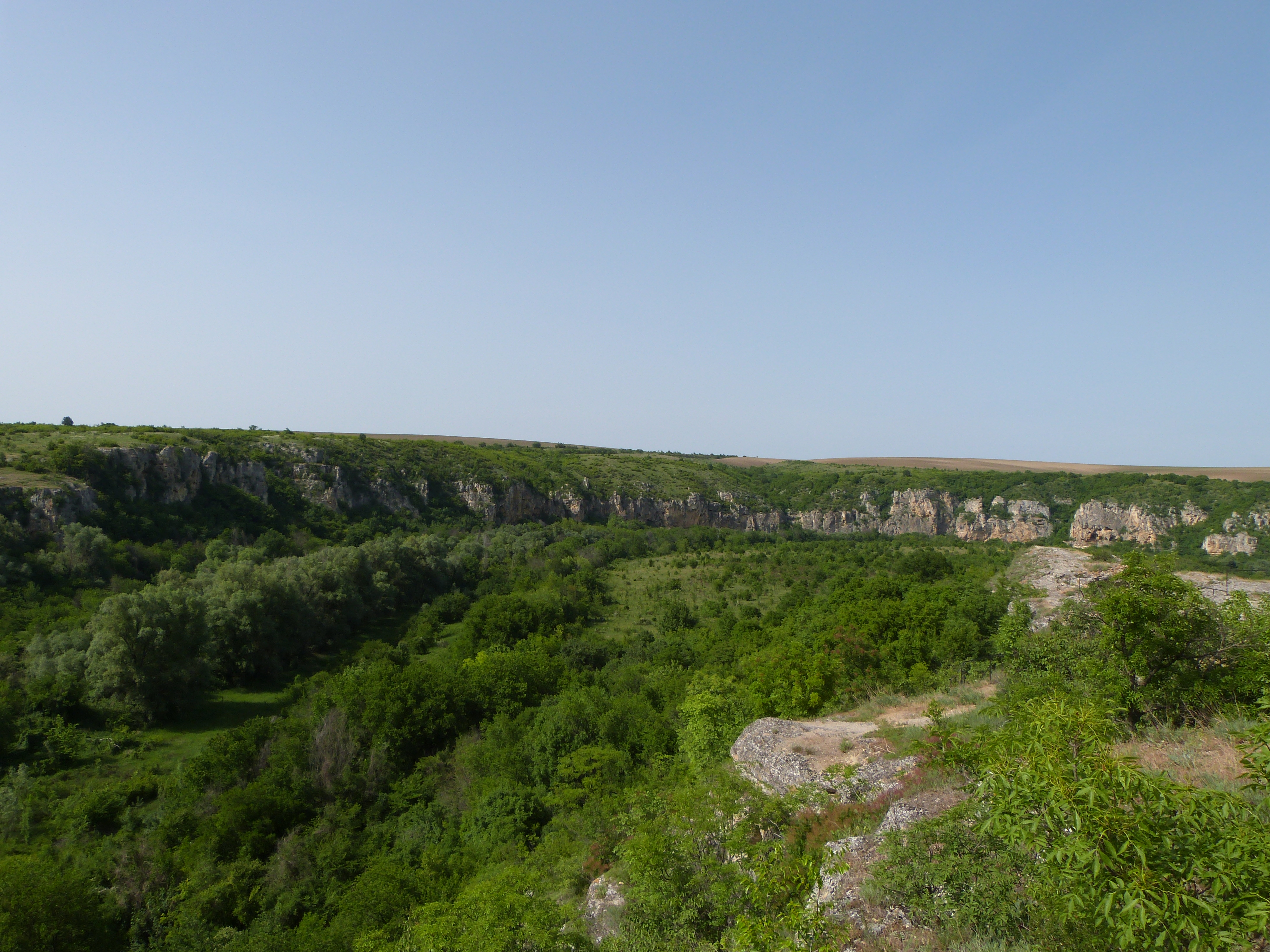
A Ruszenszki Lom kanyonja
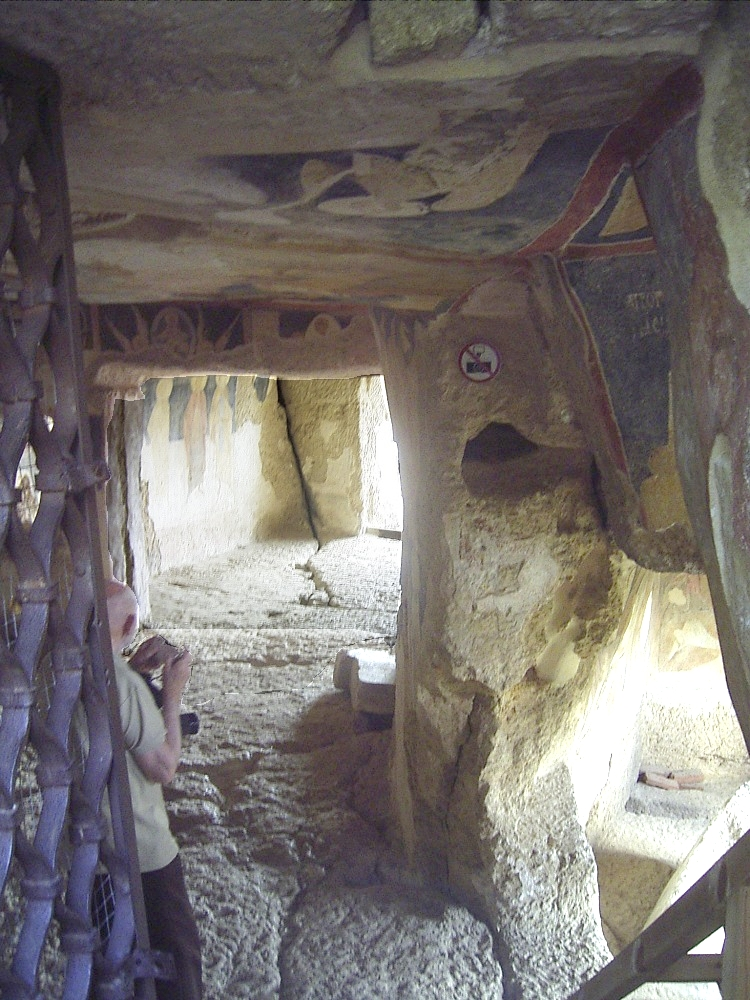
Sziklatemplom